# Mellicta luceria
Mellicta luceria är en fjärilsart som beskrevs av Hans Fruhstorfer 1917. Mellicta luceria ingår i släktet Mellicta och familjen praktfjärilar. Inga underarter finns listade i Catalogue of Life.